# Pseudolycoriella macrotegmenta
Pseudolycoriella macrotegmenta är en tvåvingeart som beskrevs av Werner Mohrig 1999. Pseudolycoriella macrotegmenta ingår i släktet Pseudolycoriella och familjen sorgmyggor. Inga underarter finns listade i Catalogue of Life.